# Autoroute A 624
Die Autoroute A 624 ist eine kurze französische Autobahn, die als Stadtautobahn den westlichen Teil des Toulouser Autobahnrings (Périphérique ouest/A 620) mit dem Vorort Colomiers verbindet und dort in die Nationalstraße 124 nach Auch übergeht. Ihre Gesamtlänge beträgt 4,0 km. Der Ausbau der Autobahn bis Auch ist geplant.

## Geschichte
- xx xx 198x: Eröffnung Saint-Martin-du-Touch – Colomiers (D 902 – N 124)
- 1. Februar 1990: Eröffnung Toulouse – Saint-Martin-du-Touch (A 620 – D 902)